# 2020年度香港行政長官施政報告

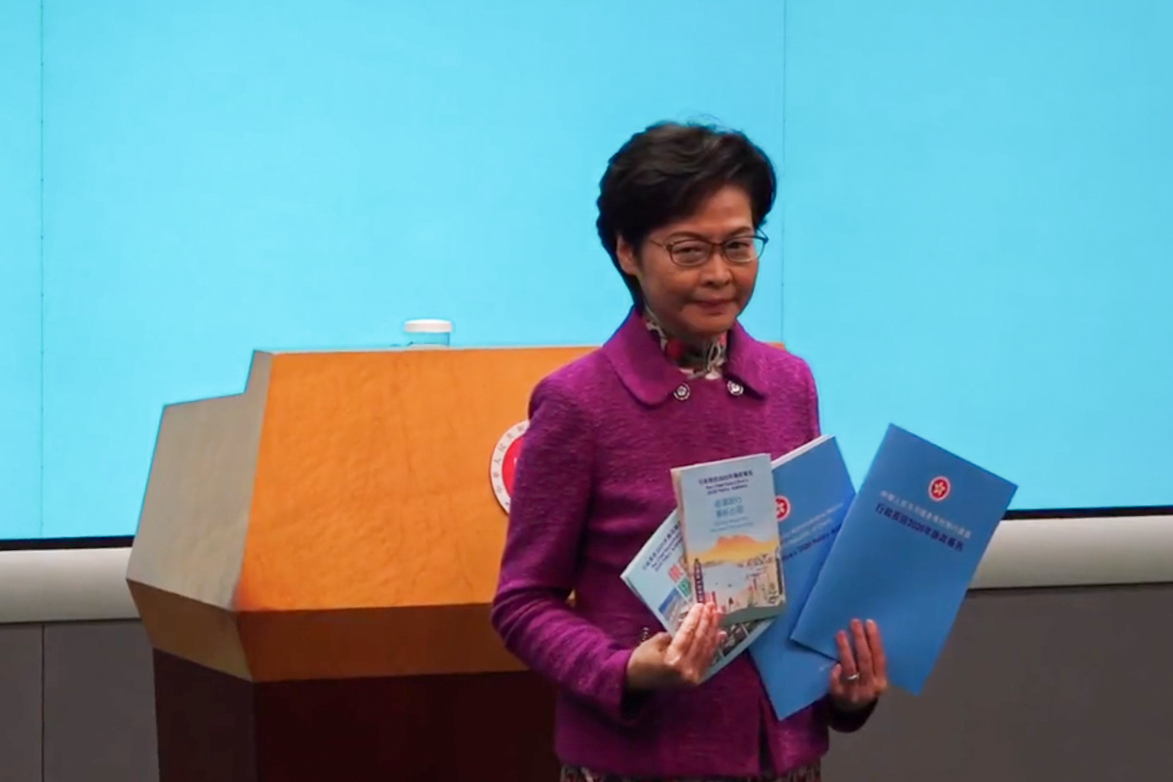
2020年11月25日，行政長官林鄭月娥在施政報告記者會展示報告的封面和附篇

《2020年度香港行政長官施政報告》是第五屆香港行政長官林鄭月娥所發表的第四份施政報告，於2020年11月25日發表，主题為「砥礪前行　重新出發」。報告封面以天藍色為主色，冀為香港帶來希望。

## 宣讀

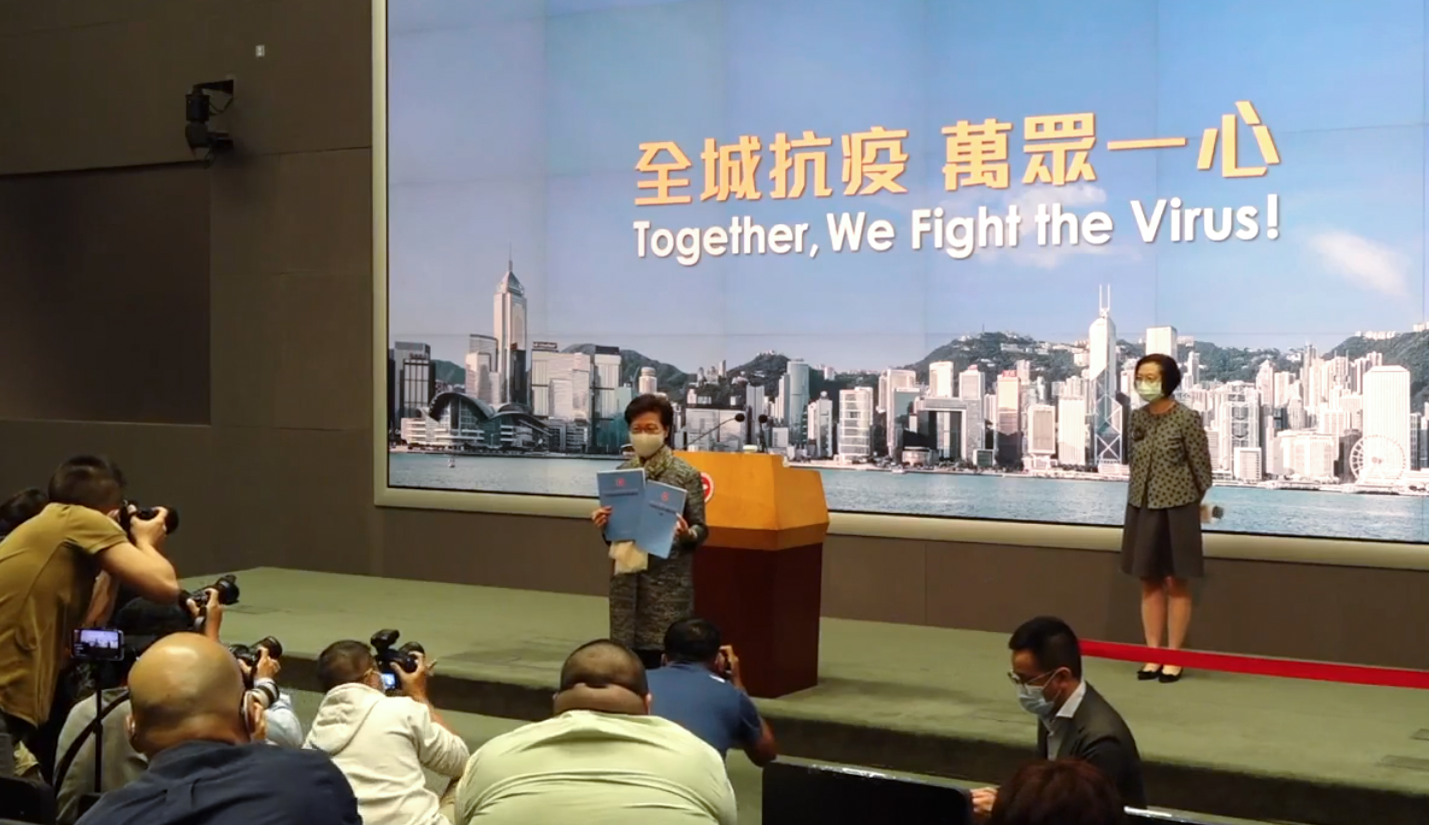
11月24日，施政報告公佈前的一天，林鄭月娥在行會會議前見記者，向傳媒展示施政報告的封面和附篇。而食物及衞生局局長陳肇始在後方全程近45分鐘沒有說話

2020年度施政報告原訂於2020年10月14日於立法會綜合大樓內宣讀，但因與林鄭月娥和中共總書記習近平同場出席的深圳经济特区建立40周年庆祝大会撞期，加上收到中央通知10月下旬（實際為11月上旬）到北京與各部委商討一系列惠港措施，政府在10月12日宣佈延期宣讀，並在11月16日宣佈將於11月25日發表施政報告。同時考慮經過嚴重的肺炎疫情，加上為在施政報告中納入中央支持香港發展的政策，故此將宣讀日期押後至2020年11月25日。
林鄭月娥當日於其左前襟佩戴了一枚带有中华人民共和国國旗和香港區旗圖案的徽章，為過去多屆行政長官宣讀施政報告以來首次。左派報章《香港商報》記者形容这是「一國兩制的形象體現」，但同时也有意見指林鄭月娥此舉表忠味濃，而襟章上的中國國旗上的五星反向，有違《中華人民共和國國旗法》之嫌。油尖旺區區議員余德寶更在Facebook形容林鄭月娥佩戴襟章「噁心」。
在林鄭月娥宣讀施政報告時，熱血公民鄭松泰、醫學界陳沛然雖有現身會議廳，惟在宣讀約44分鐘左右離開，而在宣讀施政報告尾聲，陳沛然才返回會議廳。
這是香港民主派議員總辭之後首次舉辦的行政長官施政報告，林鄭月娥在宣讀後表示她有很深體會，沒有議員於中途阻止其發言令報告得以順暢宣讀。但期間多名議員被發現一心二用玩手機游戲、看八卦新聞，甚至訂購大閘蟹。而在深圳經濟特區建立40周年慶祝大會中共總書記習近平講話期間，表現努力不斷抄寫筆記的政制及內地事務局局長曾國衛，卻在林鄭月娥發言期間被拍到呼呼大睡，被外界批評有失體統。11月27日，政務司司長張建宗出席香港電台英文節目時指情況不理想，但相信只是個別事件，不認為他們是故意，只是「太累」。

## 內容摘要
施政報告改變以往寫法，市民關心的民生和經濟事項並非放在優先，今次是以政治行先。報告將「中央全力支持」、「堅持『一國兩制』」放於第二、三章，前者多次提及訪京爭取的成果，後者強調要對特區的憲制秩序和政治體制正本清源，撥亂反正。整份報告「中央」一詞出現43次、「大灣區」出現45次、「一國兩制」出現20次，「港人治港」則出現2次。

### 政治
- 今年內將修訂《宣誓及聲明條例》及《立法會條例》等法例，完善公職人員宣誓安排及處理違誓行為的後果，表明現任公務員需簽署效忠聲明安排，確認擁護《基本法》，效忠中華人民共和國香港特別行政區和對香港特區政府負責。[14]
- 每年設12月4日「國家憲法日」和4月15日「國家安全教育日」等，在社會全面進行愛國及國家安全教育宣傳。[15]
- 修訂《國旗及國徽條例》。
- 對於18歲以下有悔意而非涉及嚴重罪行者，視乎情况考慮採取讓其可改過自新的措施。

### 造地建屋
《長遠房屋策略》未來十年公營房屋供應達標
- 已覓得330公頃土地，可興建316,000個公營房屋單位及滿足《長遠房屋策略》十年期（2021－22至2030－31年）約301,000個公營房屋需求，主要集中在東涌新市鎮擴展、啟德發展區、安達臣道石礦場、洪水橋／村、古洞北／粉嶺北、粉嶺高爾夫球場部分用地、具發展潛力棕地群、改劃用途的土地和房屋署預留作公屋發展的土地。[16]

增加中長期土地供應
- 未來10至15年可提供超過10萬個公私營房屋單位，主要來自北環綫沿線約90公頃房屋用地，港鐵小蠔灣車廠上蓋發展和房協負責重建三個市區寮屋區（茶果嶺、牛池灣和竹園聯合村）、大坑西邨，以及重建石籬邨最後兩座徙置大廈。[17]

不作長遠規劃，將無以為繼
- 長期房屋供應選項，主要須靠明日大嶼的交椅洲人工島填海、龍鼓灘近岸填海和重新規劃屯門西發展，共約1,440公頃土地。形容政府不會放棄「明日大嶼願景」的工作，最快2034年有樓宇入伙。[17]

加快公私營房屋供應
- 成立「項目促進辦事處」，加快處理大型私人住宅用地發展審批。[18]
- 擴大發展局「精簡發展管制督導小組」的職權，涵蓋發展局以外的部門。[19]
- 行政長官親自督導房屋土地供應，確保各政策局和部門步伐一致。[19]

過渡性房屋及其他支援措施
- 運用合共83億元專項撥款，促成非政府機構於2020－21至2022－23三年內提供15,000個過渡性房屋單位，當中13,200個單位已覓得合適土地。[17]
- 推出先導計劃，資助非政府機構租用酒店或賓館作過渡性房屋用途。[20]
- 於2021年年中推出試行計劃，為輪候公屋超過三年的合資格申請住戶提供現金津貼，約90,000個住戶受惠。[21]
- 在2021年第一季完成「劏房」租務管制研究。[22]
- 邀請香港房屋委員會及香港房屋協會在未來公營房屋項目中增加地積比率，以供應5%總樓面面積作社福設施用途。[23]

### 可持續城市發展
交通運輸基建
- 展開全面交通運輸策略性研究及《跨越2030年的鐵路及主要幹道策略性研究》，以配合土地發展規劃、房屋供應及支持可持續發展。[24]
- 香港鐵路有限公司（港鐵）已展開東涌綫延線、屯門南延綫的詳細規劃及設計；並將展開北環綫的相關工作及向政府提交南港島綫（西段）的項目建議書。[24]
- 提倡「多元組合」環保連接系統，包括建設自動行人道網絡和興建高架園景平台連接港鐵觀塘站，增強九龍東通達性，並就此展開公眾諮詢。[24]

環保藍圖
- 致力爭取於2050年前實現碳中和，並就此於明年年中更新《香港氣候行動藍圖》，制定更進取策略和措施。[25]
- 於2021年上半年為屯門環保園設立現代化紙漿生產設施招標，確保可自行處理回收廢紙。紙漿生產設施預計在2021年上半年招標，並預計在2024年或之前開始運作。[26]

活化工廈
- 於2021年年初推行「標準金額」徵收補地價先導計劃，加快舊工廈重建。[27]

### 教育和人才
優質教育
- 加強德育、公民和國民教育，深化《憲法》、《基本法》及國家安全教育。[28]
- 林鄭月娥指近年高中通識教育科「被異化」，「政治滲入校園誤導學生」，因此高中通識教育科須「改革」。[28]一日後教育局局長楊潤雄表示通識科將會改名，公開考試只分合格與不合格，不再設獨立專題研究。而通識科書目需要獲當局審批。課程重整內容包括重視培養正面價值觀、積極態度、國民身份認同，以及學習國家發展、《憲法》、《基本法》及法治，也會安排學生到中國內地考察。[29]
- 「強化」教師入職、在職及升職前的「培訓」，「提高」教師素質。另林鄭月娥亦言明會嚴肅跟進「不稱職」和「專業失德」教師，「以免誤人子弟」。[28]
- 在「優質教育基金」預留20億元推行為期三年電子學習資助計劃，並確保家境困難學生有平等學習機會。[30]
- 支持香港演藝學院興建新教學設施和學生宿舍。[31]

青年發展
- 推出「粵港澳大灣區青年創業資助計劃」，資助約200間青年初創企業，並為此在「青年發展基金」預留港幣1億元。[32]
- 推出「大灣區青年就業計劃」，資助在本地及大灣區內地城市均有業務的企業聘請本地大學畢業生在大灣區內地城市工作，名額2,000個。[32]

### 創造就業及紓緩失業情況
創造就業
- 除在本年度招聘約10,000名公務員和在第二輪「防疫抗疫基金」下創造約30,000個有時限職位外（當中超過11,000個職位適合大學畢業生），政府會創造更多行業為本的就業機會，涵蓋環保、建造及工程、創科、物業管理、法律、創意產業等，聘用近年畢業的青年人。[33]
- 僱員再培訓局於2021年1月推出為期半年的新一期「特別．愛增值」計劃， 提供20,000個名額和培訓津貼。[33]

優化社會保障安全網
- 將綜援計劃下的「援助失業人士特別計劃」（把適用於身體健全申請人的資產上限放寬一倍）延長六個月至2021年5月31日。[34]
- 在綜援計劃下推行新安排，豁免身體健全申請人擁有的保險計劃現金價值計算為資產，為期一年。[34]
- 由2021年8月起把「短期食物援助服務計劃」恆常化，預留港元4億1,500萬元的經常開支。[35]

紓緩交通費負擔
- 延長「公共交通費用補貼計劃」下每月公共交通開支水平由港幣400元放寬至港幣200元的臨時特別措施六個月至2021年6月30日。（其後再度延長至12月31日）[34]
- 港鐵將延長原定於今年年底結束的車費八折優惠三個月至2021年3月。[34]

### 醫療衞生
- 於「禁毒基金」下預留額外3億元，為有精神健康需要人士提供針對性及持續的支援。[36]
- 透過「私營殘疾人士院舍買位計劃」增設暫顧服務宿位；在有剩餘宿額的特殊學校附設宿舍部提供暫託宿位服務； 安排有需要到日間配對展能中心接受服務的嚴重弱智舍友留在宿舍接受服務；以及就照顧者政策和相關先導計劃進行研究。[37]
- 擴大「關愛基金」長者牙科服務資助範圍，包括資助移除牙橋或牙冠和杜牙根服務；及為參加計劃最少五年並年滿75歲的長者提供第二次免費鑲配活動假牙及相關診療服務。[38]
- 為紓緩需要長期用藥病人的財政壓力，進一步完善經濟審查機制，擴大「撒瑪利亞基金」及「關愛基金」醫療援助項目涵蓋的藥物類別，以及建立不常見疾病資料庫及資訊平台。[36]

### 市政服務
- 應用科技改善公廁衞生和加強滅鼠工作。[39]
- 即將啟用天水圍臨時街市，並推進規劃六個新公眾街市項目。[40]

### 注入經濟新動力
國際金融中心
- 將在香港上市未有盈利的生物科技公司和內地科創板股票在符合特定條件下納入「互聯互通」的選股範圍。[41]
- 加快落實粵港澳大灣區「跨境理财通」。[42]
- 推動香港房地產投資信託基金（房託基金），包括研究適度放寬房託基金的投資限制及擴大投資者基礎，及為私募基金分發的附帶權益提供稅務寬免。[43]
- 已推出「拍住上」金融科技概念驗證測試資助計劃，鼓勵傳統金融機構夥拍初創企業進行概念驗證測試。[44]
- 就訂立發牌制度監管虛擬資產服務提供商進行公眾諮詢。[44]

國際航空樞紐
- 香港機場管理局（機管局）會以市場化規則入股人流及貨量偏低的珠海機場，加強航空優勢。[42]
- 鞏固及提升機場城市建設，機管局將在港珠澳大橋香港口岸人工島興建多項創新設施，包括自動化停車場及多式聯運中轉大樓、以無人駕駛運輸系統連接機場、「航天城」及人工島為「航天走廊」，及日後把系統伸延至東涌市中心。[45]
- 開展跨境商用直升機服務籌備工作。[46]

國際創科中心
- 與深圳共同建設深港科技創新合作區，並與深圳市政府研究在落馬洲河套港深創新及科技園首批研發大樓落成前，由香港科技園公司承租和管理深圳福田科創園區部分地方。[47]
- 推出20億元為期五年的「傑出創科學人計劃」，吸引海外傑出科研人才來港從事科研工作。[48]
- 於今年12月發布《香港智慧城市藍圖2.0》，提出超過130項智慧城市措施。[39]
- 於今年12月推出「智方便」一站式服務平台，提供多項政府及公共事業電子服務。[49]

支援商貿和中小企
- 擴大「中小企業市場推廣基金」資助範圍，為期兩年，讓受疫情影響企業充分利用線上線下展銷。[50]
- 在「專業服務協進支援計劃」下預留港幣5,000萬元，資助專業團體加強在大灣區及海外的宣傳推廣。[50]
- 香港貿易發展局（貿發局）聯同廣東省及有關商會推出一站式「GoGBA」平台，提供政策諮詢、培訓和對接服務，以協助港商拓展內銷市場和進軍內地大型電商平台。[51]

創意產業
- 向「創意智優計劃」再注資港幣10億元。[52]
- 成立跨政策局專責小組，促進藝術科技的推廣和發展，並預留合共1億元及提供先進場地及配套設施作實驗用途。[53]

建造業
- 維持未來數年每年超過港幣1,000億元工務工程投資，計及私營界別投資，可為建造業創造超過30萬個就業機會。[54]
- 向立法會建議，把整體撥款資助下每項小型工程的開支上限由目前的港幣3,000萬元提升至港幣5,000萬元，加快落實與市民生活息息相關的工程。[54]

會展業
- 落實重建灣仔北三座政府大樓和港灣道消防局用地為會展設施、酒店和寫字樓，以及推進亞洲國際博覽館二期發展計劃。[55]
- 運用10億元「會議展覽業資助計劃」，資助參與由貿發局舉辦的展覽的參展商和主要會議的參加者。[56]
- 取消在會展站上蓋設立會議及商業設施 ，將相關用地轉作其他用途。

旅遊業
- 推行「躍動港島南」計畫，將南區改造成全新的消閒玩樂地區，包括制訂海洋公園的重生方案，將「珍寶海鮮舫」進行活化並納入海洋公園管理，研究擴大香港仔避風塘範圍及增加船隻停泊區，石澳石礦場以公私營合作方式發展水上運動中心，活化南區的工業大廈和增加「一地多用」設施及泊車位等。[57] 發展局局長黃偉綸表示，政府會借鑑「起動九龍東」項目的經驗，成立由跨專業團隊組成的辦事處，聯同相關政府部門，與持份者合作，以推動各項目。[58]
- 為受疫情重創的旅遊業界推出額外港幣6億元紓困措施。[59]
- 待疫情緩和後，開拓更多本地文化和綠色旅遊資源，以期擴闊海內外客源及提供豐富的歷史文化及旅遊消閒體驗。[60]

## 公佈後闡述
行政長官林鄭月娥於發表施政報告後，舉行了一系列公開闡述活動，其中包括：
- 施政報告記者招待會，於施政報告公佈當天（2020年11月25日）下午3時30分至5時舉行。[61]
- 施政報告論壇，於施政報告公佈當天（2020年11月25日）晚上7時至8時舉行，由無綫電視、有線電視、now TV及香港電台第一台及港台電視31、31A聯合播出。[62]
- 行政長官施政答問，於施政報告公佈翌日（2020年11月26日）早上8時至9時30分舉行，由香港電台第一台、商業電台第一台以及新城財經台FM104頻道同步直播。[63][64]
- 施政報告及行政長官答問會，於施政報告公佈翌日（2020年11月26日）早上10時30分舉行。

## 評價

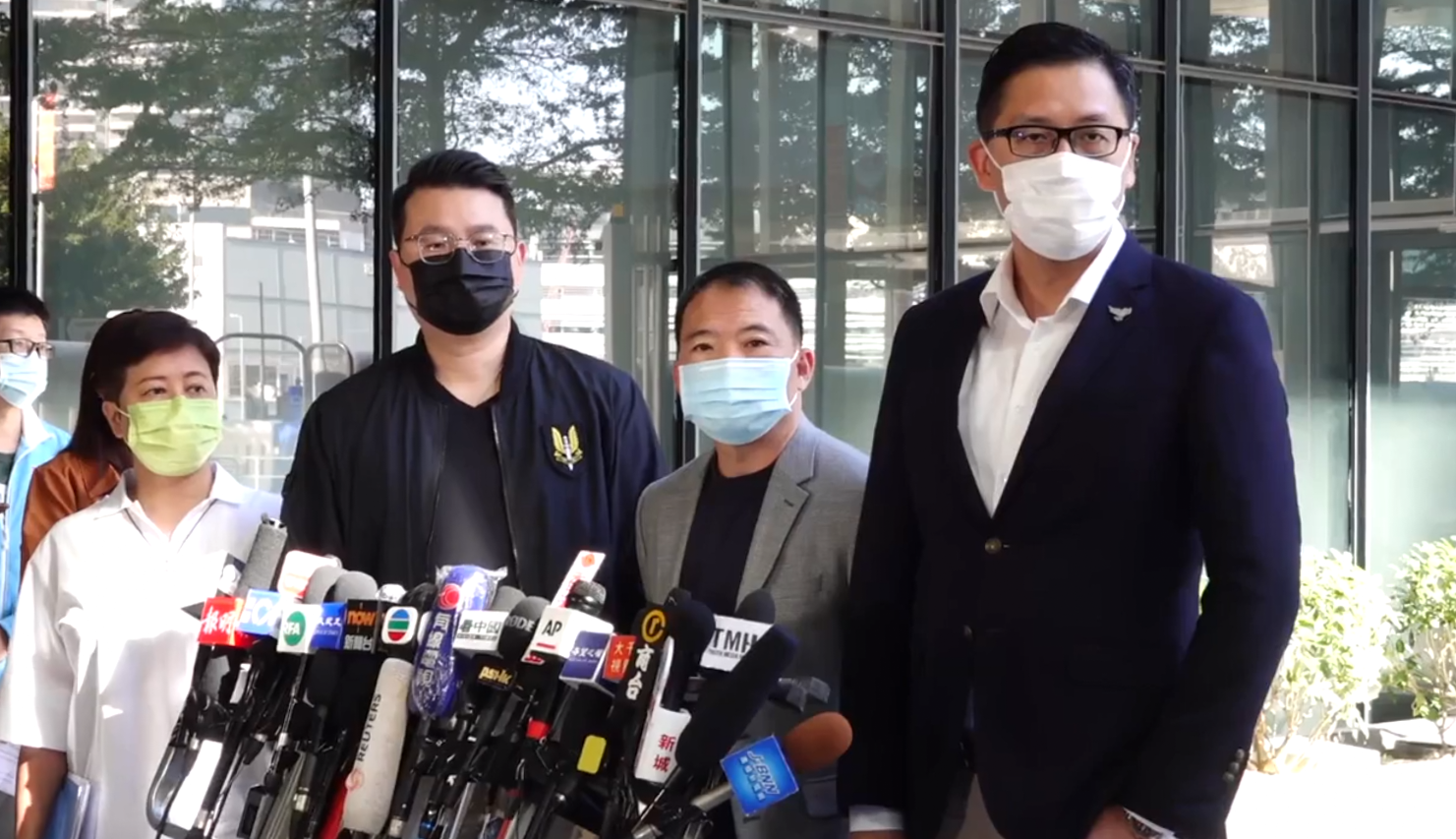
已作總辭的民主黨議員在立法會大樓外回應施政報告，民主黨主席胡志偉形容今次公佈的施政報告「唔係一份對香港人嘅《施政報告》 (Note: 粵語意思為「不是一份給香港人的《施政報告》」)」

### 押後施政報告被指配合北京方针
原定10月14日公布施政报告，但特首林郑月娥却在两天前突然宣布押后，理由是她本人本月下旬要亲赴北京与部委商讨施政报告政策，才再作公布。不过就在同一天，中央媒体公布习近平“南巡”的消息，并将在周三出席深圳特区建立40周年大会。这種「巧合」引来外界议论，更忧虑日后香港的所有事项，都要由北京规划。
民主党主席胡志伟批评，林郑月娥打破以往传统，「矮化」香港的施政报告，让香港的内部事务都要百分百得到北京首肯才能在香港宣布。
香港浸会大学新闻系高级讲师吕秉权表示，相信林郑月娥押后施政报告，和本月底的五中全会，及周三举行的深圳特区40周年庆祝大会有关。他表示，在北京的政策底下，“香港要全面融入国家的发展”，相信是习近平将在深圳公布的关键措施之一，重点不在于如何规划香港，而是在中国整体战略下，香港要如何定位。

### 史上最低分施政報告 無視社會撕裂問題
香港民意研究所就施政報告進行調查，透過固網及手提電話，以及預先隨機抽樣樣本訪問713人，只有19%受訪者表示滿意施政報告，而初步結果是錄得27.2分，創下1999年有記錄以來新低。
林鄭月娥11月29日出席無綫電視節目《講清講楚》表示，外界對新一份《施政報告》「反應一般」，沒特別措施成為被攻擊的地方，屬「平穩落地」，由《基本法》第23條、國民教育爭議、佔領行動及反修例風波，追本溯源都離不開社會對「一國兩制」的理解不足。
香港民意研究所副行政總裁鍾劍華指林鄭月娥措施空泛，既不做實事扭轉局面，又拒絕正視社會撕裂；對於林鄭表示會以警司警誡處理未成年被捕者，鍾劍華指出現實情況是林鄭動輒以最嚴厲的控罪檢控年輕人，質疑警司警誡措施旨在誘導青少年認罪，直斥林鄭月娥「虛偽、包藏禍心」；鍾也不同意林鄭月娥指自己和政府遭惡意抹黑，「而家唔係一個人抹黑佢，係50幾percent人畀零分佢。」，鍾劍華批評林鄭滿不在乎民意和評分是不負責任，指政治領袖要有公信力，不重視民意數字只是迴避問題。

### 政治先行 防疫失業問題無具體措施應對
香港中文大學政治與行政學系高級講師蔡子強指今年《施政報告》一改過去以民生、經濟事項為先，寫在開首的反而是維護國家主權等政治事項，但當前市民最關注的防疫和失業問題也無具體措施應對，但林鄭月娥只言抗疫成果，可見這份報告是面向中央多於為市民而寫。而面對疫情引發的失業潮，林鄭沒有應社會各界要求推出失業援助金，僅將失業綜援申請人的資産審查上限調高、「保險計劃現金價值」豁免計算期延長。以4人家庭為例，不計物業、保險價值的資產亦不能超過17.6萬元，除非是貧困户，普羅市民以至中產都難以受惠。
至於在大灣區聘請本地大學畢業生和資助創業，蔡子強也質疑成效不大，因為資助計劃一向只會協助精英階層，難言一般市民能否獲益。蔡子強謂看不到林鄭月娥這份《施政報告》可令民意反彈，報告本身也沒有挽回民意支持的用意。

### 政府機關、公營機構、大學罕有發聲明力撐
警務處、海關、消防處、懲教署和飛行服務隊多個紀律部隊首長，以及多個公營機構，包括醫院管理局、大學教育資助委員會、電影發展局和港鐵等，都在今年《施政報告》發表後罕有地發聲明表示支持。而香港多間大學對香港融入大灣區建設及創科發展表示歡迎。

### 立法会內外評價好壞參半
立法會建制派一面倒唱好，經民聯林健鋒盛讚林鄭「又睇得又打得，叻過超人」，同時批評市民不夠自律，呼籲市民配合政府。而工聯會則稱讚《施政報告》在政治和經濟發展方面「方向正確」。
六位已作總辭的民主派議員 (12月1日離任) 和前議員在立法會外見記者，民主黨主席胡志偉形容今次公佈的施政報告「唔係一份對香港人嘅《施政報告》」，而公民黨譚文豪形容《施政報告》正名是「大灣區報告」，認為機管局投資珠海機場是斷送香港國際航空樞紐地位。

### 南區區議會憂交通恶化
南區區議會主席羅健熙認為「躍動港島南」計劃會讓目前十分擠擁的交通問題惡化，影響居民日常生活。而事前完全未有就計劃內容諮詢當區居民。

## 外部連結
- 行政長官2020年施政報告（页面存档备份，存于）
- 行政長官2020年演辭全文（页面存档备份，存于）
- 行政長官2020年施政報告 附篇（页面存档备份，存于）